# Caspar Hermann von Krogh (officer)
 Der er flere personer med dette navn, se Caspar Hermann von Krogh (overførster).
Caspar Hermann von Krogh (1. december 1725 – 10. marts 1802 på gården Mørk i Ejdsvold Præstegæld) var en dansk-norsk officer. Han var bror til Georg Frederik, Frederik Ferdinand og Godske Hans von Krogh.
Han var ældste søn af generalløjtnant Georg Frederik von Krogh (1687-1768) og Hedevig Augusta Brüggemann (1707-1740) og indtrådte 1743 som fændrik i 1. akershusiske nationale infanteriregiment. Krogh var lille og uanselig af vækst, men han havde god forstand, var flittig og påpasselig i tjenesten, og dette i forbindelse med forældrenes stilling og familieforbindelser sikrede ham hurtigt avancement. 1747 blev han premierløjtnant, 1750 kaptajn i 1. søndenfjeldske dragonregiment, 1756 generaladjudant hos Frederik V. I sommeren 1758 gjorde han et felttog med som volontær i den franske hær. Efter hjemkomsten giftede Krogh sig 26. maj 1759 med Christiane Ulrikka Lerche, en datter af kontreadmiral og overlods Christian Lerche (1712-1793) og Hilleborg Levine f. komtesse Holck. Nogle dage i forvejen havde han fået kammerherrenøglen. 1766 blev han udnævnt til oberst og chef for nordenfjeldske dragonregiment, 1769 til hvid ridder, 1774 til generalmajor, 1785 til chef for akershusiske dragonregiment, 1787 til generalløjtnant af kavaleriet. Han udtrådte 1794 af tjenesten med ventepenge og døde 10. marts 1802 på sin gård Mørk i Ejdsvold Præstegæld.